# Леліхова
Леліхова (рос. Б. Лелихова, б. Лелихова) — балка (річка) в Україні у Василівському районі Запорізької області. Права притока річки Карачокрак (басейн Дніпра).

## Опис
Довжина балки приблизно 11,88 км, найкоротша відстань між витоком і гирлом — 9,49 км, коефіцієнт звивистості річки — 1,25. Формується багатьма балками та загатами. На деяких ділянках балка пересихає.

## Розташування
Бере початок на південно-західній околиці села Долинка. Тече переважно на південний захід через село Грозове і в селі Широке впадає в річку Карачокрак, ліву притоку Дніпра.

## Цікаві факти
- Біля гирла балки на південно-західній стороні на відстані приблизно 689,36 м біля села Широке пролягає автошлях Р37[3] (автомобільний шлях регіонального значення на території України. Проходить територією Запорізької області через Енергодар — Василівку. Загальна довжина — 70,7 км).